# Xonotic
Xonotic je svobodná multiplatformní 3D střílečka z pohledu první osoby. Byla vyvinuta jako fork titulu Nexuiz po sporech kolem jeho vývoje. Hra běží na silně upravené verzi Quake enginu známé jako DarkPlaces engine. Její herní styl je inspirován hrami Unreal Tournament a Quake, ale s různými jedinečnými prvky.

## Hratelnost

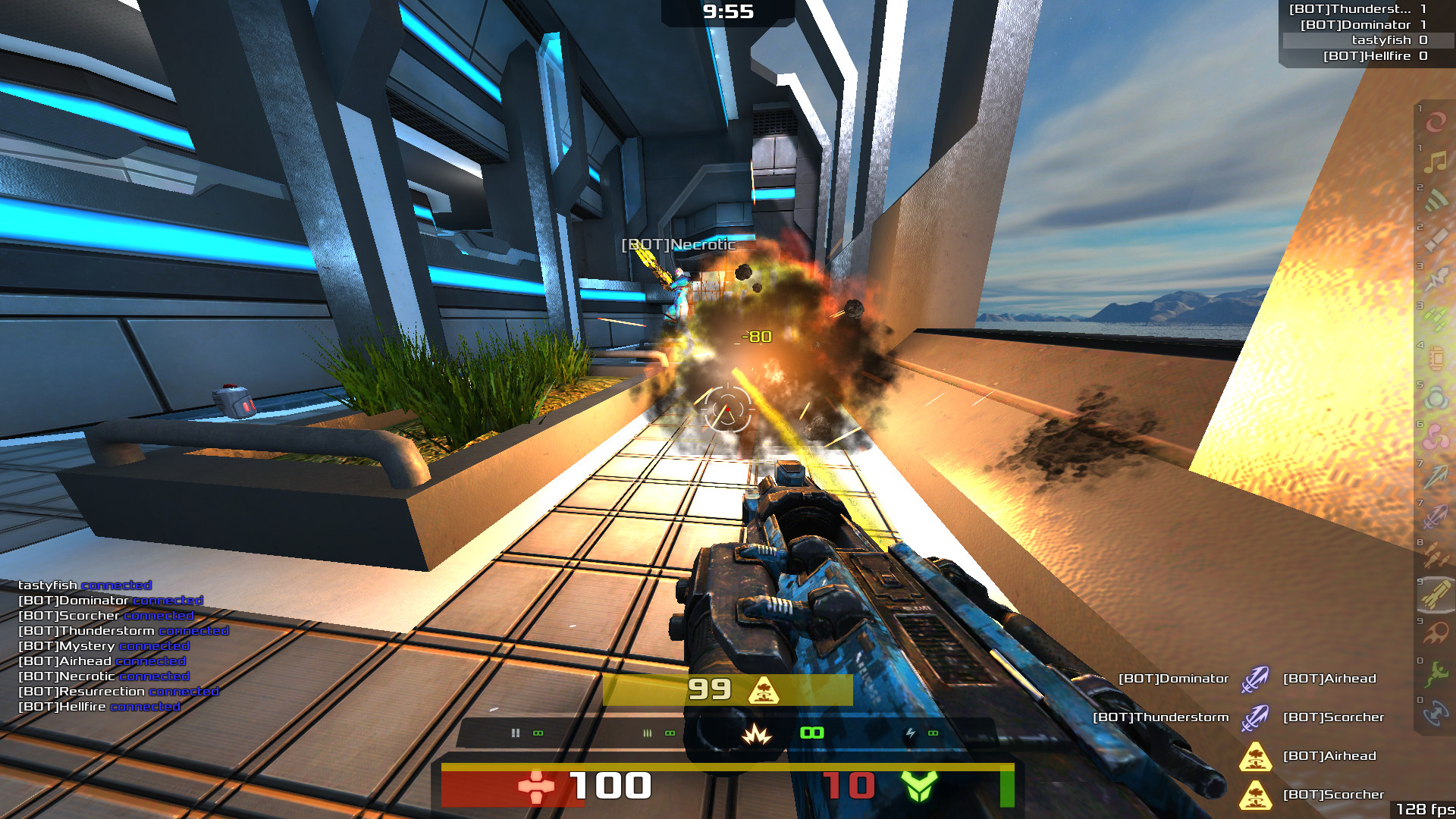
Snímek ze hry Xonotic

Xonotic obsahuje šestnáct různých herních režimů, včetně klasických režimů jako deathmatch a capture the flag. Aby bylo možné odemknout více herních režimů, musí hráči dokončit různé úrovně hry. Aby hráči získali body, musí při plnění cílů zabíjet nepřátele pomocí futuristických zbraní. Hra je velmi rychlá, protože hráči se mohou pohybovat vysokou rychlostí a nepravidelně skákat. Zatímco základní koncept je inspirován jinými hrami stejného žánru, je zde několik jedinečných prvků. Důraz je kladen na pohyb a fyziku hráče se zaměřením na nabírání rychlosti, skákání na velké vzdálenosti a dobývání geometrie úrovně. To se provádí klasickými technikami včetně strafe jumpingu, bunny hoppingu a rocket jumpingu. Zbraně mají speciální schopnosti, jako jsou různé palebné režimy, které zvyšují taktické možnosti dostupné hráčům.
Hra se vyznačuje futuristickou estetikou, s mapami zasazenými do high-tech prostředí a do vesmíru. Hra běží na DarkPlaces enginu a podporuje tedy bloom, dynamické osvětlení a stínování, offset mapping a high-dynamic-range vykreslování. Vývojáři tvrdí, že kvalita grafiky je srovnatelná s komerčními videoherními tituly vydanými v letech 2006 až 2007.
Hráči si také mohou přizpůsobit svůj HUD podle svých přesných preferencí.